# Andrzej Stanisław Kowalczyk
Andrzej Stanisław Kowalczyk (ur. 17 lutego 1957 w Warszawie) – polski historyk literatury, eseista, edytor, nauczyciel akademicki. Członek rad programowych Muzeum Literatury im. Adama Mickiewicza w Warszawie oraz Stowarzyszenia Pracowników, Współpracowników i Przyjaciół Rozgłośni Polskiej Radia Wolna Europa Imienia Jana Nowaka-Jeziorańskiego.

## Życiorys
Syn Feliksa Kowalczyka (podpułkownika Wojska Polskiego) i Alicji z d. Walasik (ekonomistki). Po ukończeniu Liceum Ogólnokształcącego im. Jędrzeja Śniadeckiego w Warszawie, studiował polonistykę na Uniwersytecie Warszawskim (magisterium w 1980), gdzie prowadzi wykłady. Kierował Zakładem Metodyki Literatury i Teorii Lektury UW. Wykładał również w Slavisch Seminarium Universiteit van Amsterdam (zajęcia z historii literatury polskiej). Obecnie jest kierownikiem Zakładu Literatury XX i XXI wieku w Instytucie Literatury Polskiej Uniwersytetu Warszawskiego oraz kieruje Działem Rękopisów Muzeum Literatury im. Adama Mickiewicza w Warszawie.
Jest edytorem twórczości eseistycznej i epistolograficznej Jerzego Giedroycia, Witolda Gombrowicza, Bolesława Micińskiego, Ireny Vincenz, Stanisława Vincenza i Jerzego Stempowskiego.
Publikował m.in. w „Res Publice Nowej” i „Zeszytach Literackich”.
W 2015 jego dwutomowa książka pt. Wena do polityki. O Giedroyciu i Mieroszewskim została wyróżniona Nagrodą Jerzego Giedroycia Uniwersytetu Marii Curie-Skłodowskiej (2015) oraz nominowana do Nagrody Historycznej im. Kazimierza Moczarskiego.
Jest członkiem rady programowej Stowarzyszenia Pracowników, Współpracowników i Przyjaciół Rozgłośni Polskiej Radia Wolna Europa Imienia Jana Nowaka-Jeziorańskiego w Warszawie.
Mieszka w Warszawie.

## Twórczość (wybór)
- Kryzys świadomości europejskiej w eseistyce polskiej lat 1945–1977 (Vincenz – Stempowski – Miłosz) (LNB 1990)
- Sawinkow (LNB 1992, ISBN 83-900254-2-6)
- Nieśpieszny przechodzień i paradoksy: rzecz o Jerzym Stempowskim (Towarzystwo Przyjaciół Polonistyki Wrocławskiej 1997, ISBN 83-7091-042-4)
- Pan Petlura? (Open 1998, ISBN 83-85254-55-2; Nagroda Fundacji Kultury 1998, nominacja do Nagrody „Nike” 1999; wydanie węgierskie: Petljura úr?; Budapest: Osiris 2000, ISBN 963-379-754-3)
- Giedroyc i „Kultura” (seria: „A to Polska właśnie”; Wydawnictwo Dolnośląskie 1999, ISBN 83-7023-714-2)
- Wiek ukraińsko-polski: rozmowy z Bohdanem Osadczukiem (wespół z Basilem Kerskim, współpraca Krzysztof Zastawny; Wydawnictwo Uniwersytetu Marii Curie-Skłodowskiej 2001, ISBN 83-227-1777-6; wydanie uzupełnione pt. Polska i Ukraina. Rozmowy z Bohdanem Osadczukiem; Wydawnictwo Kolegium Europy Wschodniej 2008)
- Miejskie: Amsterdam, Paryż I, Paryż II, Berno I, Berno II, Warszawa, Londyn (Wydawnictwo Uniwersytetu Marii Curie-Skłodowskiej 2003, ISBN 83-227-2019-X)
- Pisarz na emigracji. Mitologie. Style. Strategie przetrwania (wespół z Hanną Gosk; Elipsa 2005, ISBN 83-7151-668-1)
- Od Bukaresztu do Lafitów. Jerzego Giedroycia rzeczpospolita epistolarna (seria: „Ornamenty historii”; Fundacja Pogranicze, Sejny 2006, ISBN 83-86872-85-3)
- Wena do polityki. O Giedroyciu i Mieroszewskim (t. I-II) (Towarzystwo „Więź”, Warszawa 2014, ISBN 978-83-62610-69-3)
- Pessoa lizboński, Austeria, Kraków 2020
- Felice, Milena, Dora, Towarzystwo „Więź”, Warszawa 2021
- Toledo i inne przygody w Kastylii, Biblioteka „Więzi”, Warszawa 2021
- Ballada o Alfredzie Łaszowskim, Austeria, Kraków 2022
- Do Palermo. Zapiski z podróży, Austeria, Kraków 2023
- Ataman Petlura, Austeria, Kraków 2023
- Keramejkos. Powieść ateńska, Austeria, Kraków 2024
- Etranżer. Stanisław Stempowski w świetle swoich Pamiętników, Austeria, Kraków 2024

## Opracowania
- Jerzy Stempowski, Ziemia berneńska (przekł. z jęz. fr. i posłowie; Czytelnik 1990, ISBN 83-07-02099-9)
- Jerzy Stempowski, Listy do Jerzego Giedroycia (wybór i opracowanie; LNB 1991, ISBN 83-900254-0-X)
- Jerzy Giedroyc, Witold Gombrowicz, Listy 1950-1969 (opracowanie i wstęp; seria: Archiwum „Kultury”, t. 1; Czytelnik 1993, wyd. 2 rozszerzone: 2006, ISBN 83-07-02972-4)
- Jerzy Stempowski, W dolinie Dniestru i inne eseje ukraińskie; Listy o Ukrainie (wybór, opracowanie i posłowie; LNB 1993, ISBN 83-900254-3-4)
- Bolesław Miciński, Jerzy Stempowski, Listy (oprac. wespół z Anną Micińską i Jarosławem Klejnockim; wprowadzenie Halina Micińska-Kenarowa, Konstanty Régamey; LNB 1995, ISBN 83-900254-1-8)
- Stanisław Vincenz, Eseje i szkice zebrane T. 1 (wybór i wstęp Andrzej Vincenz; przygotowali do druku Marek Klecel i Andrzej Stanisław Kowalczyk; Towarzystwo Przyjaciół Polonistyki Wrocławskiej, „Wirydarz” 1997, ISBN 83-7155-004-9 [t.1])
- Jerzy Giedroyc, Jerzy Stempowski, Listy 1946-1969 (opracowanie i wstęp; seria: Archiwum „Kultury” t. 5 [cz. 1-2]; Czytelnik 1998, ISBN 83-07-02590-7)
- Bohdan Osadczuk, Ukraina, Polska, świat: wybór reportaży i artykułów (wybór i przedmowa; wstęp Jerzy Giedroyc, Czesław Miłosz; Pogranicze 2000, ISBN 83-86872-15-2, ISBN 83-86872-06-3)
- Jerzy Stempowski, Listy (autor posłowia; słowo wstępne Jan Kott, Wojciech Karpiński, wybór i red. Barbara Toruńczyk; Fundacja „Zeszytów Literackich” 2000, ISBN 83-911068-1-0)
- Jerzy Stempowski, Od Berdyczowa do Lafitów (wybór, oprac. i przedmowa; Czarne 2001, ISBN 83-87391-36-0)
- Andrzej Bobkowski, Przysiągłem sobie, że jeśli umrę, to nie w tłumie...: korespondencja z Anielą Mieczysławską 1951-1961 (opracowanie, wstęp i przypisy; Ruta 2003, ISBN 83-89520-00-1, ISBN 83-89267-20-9)
- Realiści z wyobraźnią. Kultura 1976-2000. Wybór tekstów (antologia tekstów z paryskiej „Kultury”); wespół z Basilem Kerskim; Wyd. UMCS 2007, ISBN 978-83-227-2620-4)
- Jerzy Giedroyc, August Zamoyski, Hélène Zamoyska, Listy 1956-1970, oprac. naukowe Agnieszka Papieska, Andrzej Stanisław Kowalczyk, Łódź-Paryż-Warszawa 2024
- Laficka szkoła eseju, tom pierwszy 1947-1959, wybór, wstęp i oprac. Andrzej Stanisław Kowalczyk, Lublin - Paryż 2024